# Franz Kewer
Franz Kewer (* 1. Januar 1908 in Guttstadt, Ostpreußen; † 10. Juni 1967 in Hüfingen) war ein deutscher Politiker (SRP) und Mitglied des Niedersächsischen Landtages.
Nach dem Besuch eines Gymnasiums war Kewer beruflich im In- und Ausland tätig, er unternahm Studienfahrten ins Ausland und arbeitete als selbständiger Dentist. Er trat zum 1. August 1931 der NSDAP bei (Mitgliedsnummer 669.062). Kewer übernahm ab 1933 zahlreiche Ämter und Ehrenämter in der Kommunalverwaltung, als Ratsherr, Stadtverordneter, Kreistags- und Kreisausschussmitglied und als Kreisdeputierter des Kreises Heilsberg in Ostpreußen. Von dort flüchtete er im Januar 1945 und ließ sich nach Ende des Zweiten Weltkrieges in Niedersachsen beruflich nieder.
Vom 6. Mai 1951 bis 23. Oktober 1952 war er Mitglied des Niedersächsischen Landtages (2. Wahlperiode) als SRP-Fraktion bis 8. Mai 1952, danach bis zum 1. Juli 1952 fraktionslos. Im Zeitraum 1. Juli 1952 bis 23. Oktober 1952 trat er als Mitglied der Fraktion der Abgg. Dr. Schrieber und Gen. auf. Nach dem Verbot der SRP durch ein Urteil des Bundesverfassungsgerichts vom 23. Oktober 1952 erlosch sein Mandat wie das aller anderen SRP-Fraktionsmitglieder (BVerfGE 2, 1).